# Alta-cozinha
Alta-cozinha (em francês haute cuisine ou grande cuisine) foi iniciada pela cozinha francesa com a elaboração e apresentação cuidadosa e artística de pratos, produzidos com produtos da mais alta qualidade. Não está ligada a estilos particulares, podendo ser entendida como uma prática geral.